# 法學持續教育
法學持續教育（continuing legal education (CLE)；法學繼續教育；法學延續教育），亦稱為"強制性或最低限度的法學持續教育"（mandatory or minimum continuing legal education (MCLE)）；或在美國以外的某些司法管轄區，作為持續的職業教育，包括律師在最初核准執業後所進行的專業教育。在美國境內，許多美國州份及美國領地的美國律師必須完成某些必要的法學持續教育課程，以維持其在美國的執業執照有效性。在美國以外的地區，不同司法管轄區的律師，如加拿大的不列顛哥倫比亞省，也必須完成某些必需的法學持續教育課程。但是，在某些司法管轄區，如華盛頓哥倫比亞特區及以色列等地區，只是建議而已並不要求律師完成法學持續教育的課程。

## 美國
美國境內沒有針對法學持續教育要求或認證的全國性規則。相反，每個司法管轄區（即每個美國州份、華盛頓哥倫比亞特區及每個美國領地）都對如何管理美國律師行使自由裁量權，其中包括制定法學持續教育的要求及認證規則。而法學持續教育的要求或認證的權力通常歸屬於每個司法管轄區的州最高法院，並授權給特殊的法學持續教育委員會或董事會。

## 外部連結
- CLECenter.com （页面存档备份，存于）
- ALI CLE （页面存档备份，存于）, The American Law Institute Continuing Legal Education Group
- ABA-CLE （页面存档备份，存于）, the American Bar Association Center for CLE
- ABA Model Rule for Minimum Continuing Legal Education with Comments （页面存档备份，存于）
- The Center for American and International Law （页面存档备份，存于）
- Practising Law Institute （页面存档备份，存于）
- ACLEA （页面存档备份，存于）, the Association of Continuing Legal Education
- CLEreg （页面存档备份，存于）, the Continuing Legal Education Regulators Association